# Гуськов, Гавриил Гаврилович
Гавриил Гаврилович Гуськов (1923—1943) — младший лейтенант Рабоче-крестьянской Красной Армии, участник Великой Отечественной войны, Герой Советского Союза (1943).

## Биография
Гавриил Гуськов родился 30 марта 1923 года в деревне Шахово (ныне — Урицкий район Орловской области) в рабочей семье. Окончил семь классов школы и аэроклуб, работал счетоводом в Малоярославецком мехлесопункте в Калужской области. В апреле 1941 года Гуськов был призван на службу в Рабоче-крестьянскую Красную Армию. В том же году окончил Качинскую военную авиационную школу лётчиков. С осени 1942 года — на фронтах Великой Отечественной войны. Прошёл подготовку на «Як-1». Участвовал в Великолукской наступательной операции, сопровождал группы бомбардировщиков.
К апрелю 1943 года гвардии младший лейтенант Гавриил Гуськов командовал звеном 65-го гвардейского истребительного авиаполка 4-й гвардейской истребительной авиадивизии 1-го гвардейского истребительного авиакорпуса 3-й воздушной армии Калининского фронта. К тому времени он совершил 105 боевых вылетов, принял участие в 35 воздушных боях, в которых лично сбил 10 вражеских самолётов.
Указом Президиума Верховного Совета СССР «О присвоении звания Героя Советского Союза начальствующему составу Военно-Воздушных сил Красной Армии» от 24 мая 1943 года за «образцовое выполнение боевых заданий командования на фронте борьбы с немецкими захватчиками и проявленные при этом отвагу и геройство» гвардии младший лейтенант Гавриил Гуськов был удостоен высокого звания Героя Советского Союза с вручением ордена Ленина и медали «Золотая Звезда» за номером 1011.
Участвовал в боях на Брянском фронте, в том числе в Курской битве. Неоднократно одерживал воздушные победы. 17 июля 1943 года в воздушном бою с превосходящими силами противника самолёт Гуськова был сбит, сам отважный лётчик погиб. К моменту гибели выполнил около 130 боевых вылетов, провёл около 50 воздушных боёв, сбил лично 16 самолётов противника.
Много лет считался пропавшим без вести. Упавший самолёт и останки Г. Г. Гуськова в его кабине были обнаружены лишь через 20 лет у деревни Бетово Болховского района Орловской области. Тогда же он был с воинскими почестями похоронен в посёлке Нарышкино Урицкого района Орловской области. На могиле установлен памятник.
Также был награждён орденами Красного Знамени, Отечественной войны 1-й степени, Красной Звезды и рядом медалей. Навечно зачислен в списки личного состава воинской части.
В честь Гуськова названы улица в Нарышкино и школа, в которой он учился.